# Alexis Jordan (vận động viên bơi lội)
Alexis Jordan là một vận động viên bơi lội kỷ lục quốc gia đến từ Barbados. Cô bơi cho Barbados tại Đại hội Thể thao Khối thịnh vượng chung 2006, Đại hội Thể thao Trung Mỹ và Caribbean, Giải vô địch thế giới năm 2005, và Giải vô địch CARIFTA và CCCAN.